# Мишо Николов (политик)
Мишо Николов е български дипломат, политик и член на ЦК на БКП.

## Биография
Роден е на 27 август 1903 г. Участва в Септемврийското въстание от 1923 г. От 27 декември 1948 до 11 юли 1957 г. е кандидат-член на ЦК на БКП. От 11 юли 1957 до 4 април 1981 г. е член на ЦК на БКП. Между 1949 и 1956 г. е главен директор на радиоразпръскването и радиофикацията. Народен представител в V НС. Награждаван е с почетното звание „Герой на социалистическия труд“. От 14 декември 1956 г. е посланик на България в Югославия, освен това е бил посланик и в Китай. Известно време е председател на Комитета за солидарност с народите на Азия и Африка. Умира на 30 октомври 1981 г.